# Underground (série télévisée)
Pour les articles homonymes, voir Underground.
Underground est une série télévisée américaine en vingt épisodes de 43 minutes créée par Misha Green et Joe Pokaski, et diffusée entre le 9 mars 2016 et le 10 mai 2017 sur la chaîne WGN America et depuis le 6 avril 2016 sur la chaîne Bravo! au Canada.
En France, elle est diffusée depuis le 6 mai 2017 sur France Ô[réf. souhaitée]. A l'été 2020, en Belgique, elle est disponible en intégralité sur RTLplay, la plateforme replay de RTL TVI. Elle reste inédite dans les autres pays francophones.

## Synopsis
La série se déroule au XIXe siècle, pendant ce que les historiens appellent l'Antebellum South ou encore Plantation Era. Elle suit à la fois la quête de liberté d'un groupe d'esclaves travaillant dans une plantation de coton et la mise en place du chemin de fer clandestin (Underground Railroad en anglais). De plus le groupe d'esclaves doit survivre face à la Ségrégation raciale et le Racisme.

## Distribution

### Acteurs principaux
- Jurnee Smollett-Bell (VFB : Mélanie Dermont) : Rosalee
- Aldis Hodge (VFB : Claudio Do Santos) : Noah
- Jessica De Gouw (VFB : Ludivine Deworst) : Elizabeth Hawkes
- Alano Miller (VFB : Antoni Lo Presti) : Cato
- Christopher Meloni (VFB : Laurent Van Wetter) : August
- Amirah Vann (VFB : Rosalia Cuevas) : Ernestine (saison 2, récurrente saison 1)

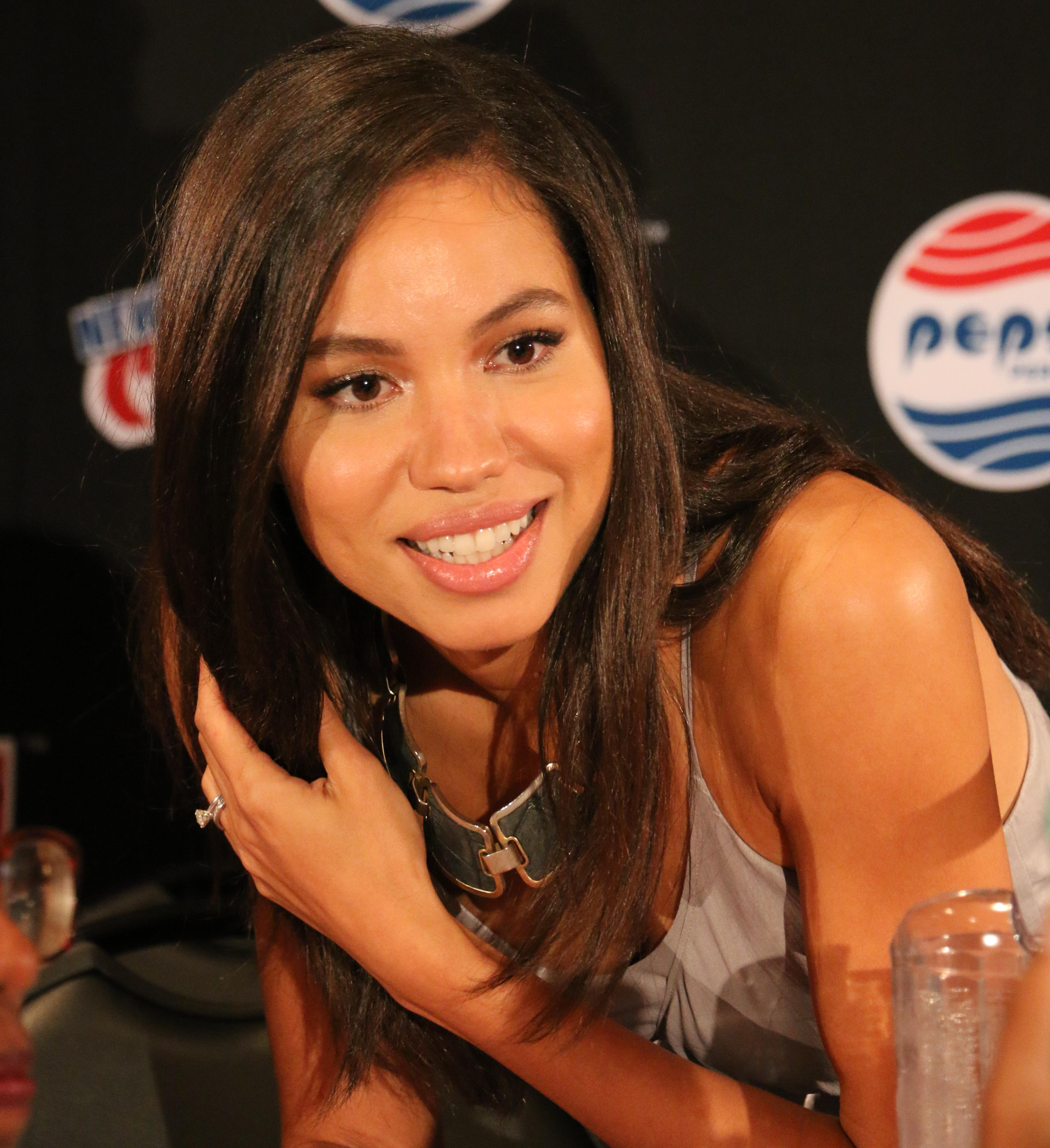
Jurnee Smollett-Bell interprète Rosalee
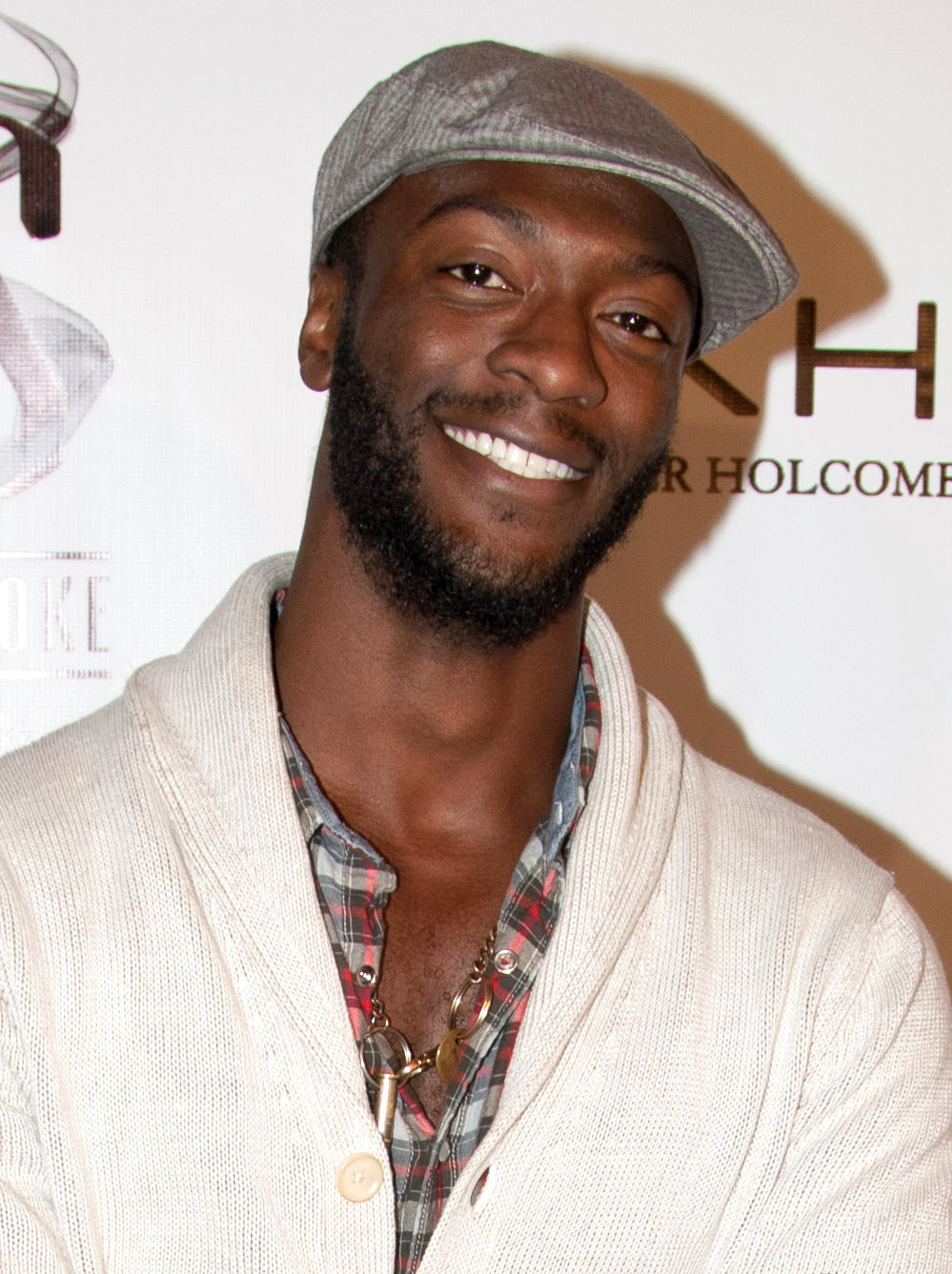
Aldis Hodge interprète Noah.
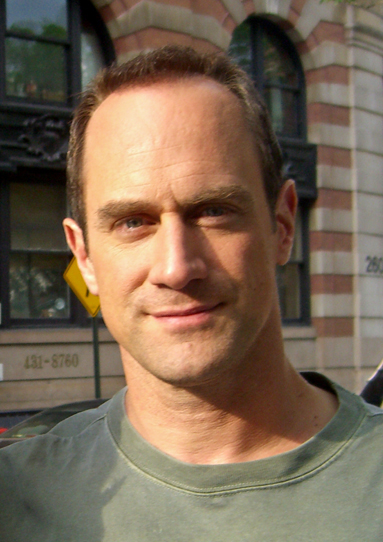
Christopher Meloni interprète August Pullman.

### Acteurs récurrents
Saison 1
- Maceo Smedley (VFB : Harry Belasri) : James (saisons 1 et 2)
- Renwick Scott (VFB : Maxime Van Santfoort) : Henry (saison 1)
- Mykelti Williamson (VFB : Erwin Grünspan) : Moses (saison 1)
- Brady Permenter (VFB : Tim Belasri) : Ben Pullman (saison 1)
- Christopher Backus (en) (VFB : Maxime Donnay) : Jeremiah Johnson (saison 1)
- Wayne Pere (VFB : Olivier Cuvellier) : le révérend Willowset (saison 1)
- James Lafferty (VFB : David Manet) : Marshal Kyle Risdin (saison 1)
- Theodus Crane : Zeke (saison 1)
- Reed Diamond (VFB : Franck Dacquin) : Tom Macon (saison 1)
- Adina Porter (VFB : Marie-Line Landerwijn puis Célia Torrens) : Pearly Mae (saison 1, invité saison 2)
- Andrea Frankle (VFB : Micheline Tziamalis) : Suzanna Macon (saison 1, invitée saison 2)
- Marc Blucas (VFB : Nicolas Matthys) : John Awkes (saison 1, invité saison 2)
- Toby Nichols (VFB : Tim Belasri) : T. R. Macon (saison 1, invité saison 2)
- Johnny Ray Gill (en) (VFB : Olivier Prémel) : Sam (saison 1, invité saison 2)

Saison 2
- Kesha Bullard puis Aisha Hinds (VFB : Nathalie Hons) : Harriet Tubman (saison 2, invitée saison 1)
- Brigid Brannagh (VFB : Fabienne Loriaux) puis Sadie Stratton (VFB : Karin Clercq) : Patty Cannon (saison 2, invitée saison 1)
- Bokeem Woodbine (VFB : Karim Barras) : Daniel (saison 2)
- Jasika Nicole (VFB : Fanny Dreiss) : Georgia (saison 2)
- Jesse Luken (VFB : Sébastien Hébrant) : Smoke (saison 2)
- Michael Trotter (VFB : Alessandro Bevilacqua) : Elden Donahue (saison 2)
- Robert Christopher Riley (VFB : Benoît Grimmiaux) : Hicks (saison 2)
- Patrick Elliott (VFB : Simon Duprez) : Roderick
- Tyler Barnhardt (VFB : Alexandre Crépet) : Matthew Roe
- DeWanda Wise (VFB : Audrey d'Hulstère) : Clara (saison 2)

### Invités
Saison 1
- Clarke Peters (VFB : Guy Pion) : Jay (saison 1)
- Jussie Smollett (VFB : Simon Hommé) : Josey (saison 1)
- Joseph Sikora (VFB : Thierry Janssen) : Frag Jack (saison 1)
- David Born (VFB : Jean-Michel Vovk) : Jim McNulty (saison 1)
- Andi Matichak (VFB : Carole Baillien) : Miss Jubilee (saison 1)

Saison 2
- Dawntavia Bullard (VFB : Carole Baillien) : Emily (saison 2)
- Bethany DeZelle (VFB : Esther Aflalo) : Abigail (saison 2)
- Keith Flippen (VFB : Patrick Donnay) : Juge Knight (saison 2)
- Jordane Christie (VFB : Michelangelo Marchese) : French (saison 2)
- Angela Bassett (VFB : Valérie Lemaître) : sage-femme (non créditée, saison 2)
- Jacob Leinbach (VFB : Sébastien Hébrant) : Charles (saison 2)
- Cullen Moss (VFB : Marc Weiss) : Jack (saison 2)
- Zada Luby (VFB : Jazz Marlier) : Ernestine jeune (saison 2)

- - voix additionnelles : Michel Hinderickx (Bill), Pierre Lognay (William), Michelangelo Marchese (Edwin), Robert Guilmard (policier), Marie-Ange Teuwen, Kiu Jérôme, Stéphane Oertli, Robert Dubois, Steve Driesen, Maïa Boelpaepe, Olivia Auclair, Simon Duprez.

- Version française
  - Société de doublage : Cinéphase Belgique
  - Direction artistique : Marie-Line Landerwyn
  - Adaptation des dialogues : Vanessa Azoulay, Anne Kreis, Géraldine le Pelletier

Source et légende : version française (VFB) selon le carton du doublage français télévisuel.

## Production
La série a été renouvelée pour une seconde saison le 25 avril 2016.
En France, la série a été diffusée sur France O à partir du 6 mai 2017 pour la saison 1.

### Musique
La bande son de Underground est majoritairement composée par des compositions d'artistes américains. On y retrouve des productions d'artistes RnB contemporain, Hip-hop, Rap tels Kanye West : Black Skinhead, The Weeknd : Wicked Games, Marz Léon : Touch, ou encore Zack Hemsey : Don't Get in My Way.
D'autres sonorités plus Pop provenant notamment d'artistes tels que Jarina De Marco : Paranavigar ou de Problem Child : Good to Be Young sont aussi présents. Parmi ces différentes productions, majoritairement américaines, on retrouve quand même un choix exotique avec une production de La Femme : Nous étions deux.
Enfin, le Gospel fait bien évidemment parti des genres présents dans cette bande son avec notamment There is Power in the Blood pour ne citer que ce titre.

### Tournage
La série, bien que se déroulant scénaristiquement parlant en Géorgie, a été tournée dans la ville de Baton Rouge capitale de l'état de Louisiane. Les plantations ainsi que les habitations ont été fidèlement reproduites et ce notamment grâce à l'aide de Jimi Woods recruté par l'équipe de production.
La plantation Macon dans la série correspond en réalité à la Felicity Plantation, après l'avoir rénovée pour les besoins du tournage. Pour les habitations, Jimi Woods a trouvé énormément d'inspiration à travers le LSU Rural Life Museum qui a conservé les habitations, les outils et d'autres éléments culturels de l'époque. Ceci lui a permis de mettre en place des éléments de décors très proches de ceux qui étaient utilisés à la plantation pendant la même période.

### Fiche technique
- Création : Misha Green et Joe Pokaski
- Réalisation : Anthony Hemingway, Romeo Tirone et Kate Woods
- Scénario : Misha Green, Joe Pokaski, Jason Wilborn et Jennifer Yale
- Production : Misha Green, Joe Pokaski, John Legend, Akiva Goldsman, Anthony Hemingway, Tory Tunnell, Joby Harold, Mike Jackson, Ty Stiklorius
- Pays d'origine :  États-Unis
- Années de diffusion : 2016
- Diffuseur : WGN America
- Durée des épisodes : 40 à 45 minutes
- Lieux de tournage : Baton Rouge
- Genre : Historique, aventure, drame

## Épisodes

### Première saison (2016)
| No | Titre français                | Titre           | Réalisation       | Scénario                       | 1re diffusion US | Audiences US |
| -- | ----------------------------- | --------------- | ----------------- | ------------------------------ | ---------------- | ------------ |
| 1  | La carte de la liberté        | The Macon 7     | Anthony Hemingway | Misha Green et Joe Pokaski     | 9 mars 2016      | 1 421 000    |
| 2  | Fuir vers le nord             | War Chest       | Anthony Hemingway | Misha Green et Joe Pokaski     | 16 mars 2016     | 989 000      |
| 3  | Le sceau du maître            | The Lord's Day  | Anthony Hemingway | Misha Green et Joe Pokaski     | 23 mars 2016     | 895 000      |
| 4  | Les fugitifs                  | Firefly         | Anthony Hemingway | Misha Green et Joe Pokaski     | 30 mars 2016     | 915 000      |
| 5  | Une torture très particulière | Run & Gun       | Romeo Tirone (en) | Misha Green et Joe Pokaski     | 6 avril 2016     | 978 000      |
| 6  | Rencontre en eaux troubles    | Troubled Water  | Romeo Tirone (en) | Jason Wilborn et Jennifer Yale | 13 avril 2016    | 881 000      |
| 7  | Propriétaire de père en fils  | Cradle          | Kate Woods (en)   | Misha Green et Joe Pokaski     | 20 avril 2016    | 946 000      |
| 8  | Jeu de dupes                  | Grave           | Kate Woods (en)   | Misha Green et Joe Pokaski     | 27 avril 2016    | 992 000      |
| 9  | A bout de force               | Black & Blue    | Tim Hunter        | Misha Green et Joe Pokaski     | 4 mai 2016       | 905 000      |
| 10 | Rendez-vous en enfer          | The White Whale | Tim Hunter        | Misha Green et Joe Pokaski     | 11 mai 2016      | 1 012 000    |

### Deuxième saison (2017)
Elle est diffusée du 8 mars 2017 au 10 mai 2017 et en France à partir du 8 mai 2018.
1. Contrebande (Contraband)
2. Les vertus du poison (Things Unsaid)
3. Telle mère, telle fille (Ache)
4. Confrontation (Nok Aaut)
5. Le secret de Georgia (Whiteface)
6. L'histoire de Harriet Tubman (Minty)
7. Grandeur et décadence (28)
8. Le retour d'une vieille amie (Auld Acquaintance)
9. L'étau se resserre (Citizen)
10. Vers la sécession (Soldier)